# رو یاسوناگا
رو یاسوناگا (ژاپنی: 安永 玲央؛ زادهٔ ۱۹ نوامبر ۲۰۰۰) یک بازیکن فوتبال اهل ژاپن است.
از باشگاه‌هایی که در آن بازی کرده‌است می‌توان به باشگاه فوتبال یوکوهاما و باشگاه فوتبال کاتالر تویاما اشاره کرد.